# Venă antebrachială mediană
Vena antebrachială mediană drenează plexul venos pe suprafața palmară a mâinii.
Se deplasează în sus pe partea ulnară a părții frontale a antebrațului și se termină în vena bazilică sau în vena cubitală mediană; într-o proporție mică din cazuri se împarte în două ramuri, dintre care una se alătură venei bazilice, cealaltă venei cefalice, sub cot.